# Tapinoma fragile
Tapinoma fragile este o specie de furnici din genul Tapinoma. Descrisă de Smith în 1876, specia este endemică la Mauritius.